# Don't Forget the Chaos
Don't Forget The Chaos es un disco recopilatorio de la banda escocesa The Exploited, grabado en 1992.

## Canciones
1. Race Against Time
2. Propaganda
3. God Saved The Queen
4. Dead Cities
5. UK '82
6. Rival Leaders
7. Cop Cars
8. Psycho
9. Sex & Violence
10. Exploited Barny Army
11. Army Life
12. Wankers
13. Anarchy
14. Alternatives
15. Jimmy Boyle
16. Punks Not Dead
17. Dogs Of War
18. Let's Start A War

## Formación
- Wattie Buchan - voz + varios músicos de diferentes álbumes

- Datos: Q3713431